# Türkheim (Bay) Bahnhof
Türkheim (Bay) Bahnhof ist der an der Hauptbahn Buchloe–Memmingen gelegene größere der ehemals beiden Bahnhöfe der bayerischen Gemeinde Türkheim und bildet mit den umliegenden Gebäuden einen eigenen Ortsteil. Er wird als einzig verbliebener Bahnhof im Ortsgebiet regelmäßig im Regionalverkehr bedient.

## Lage

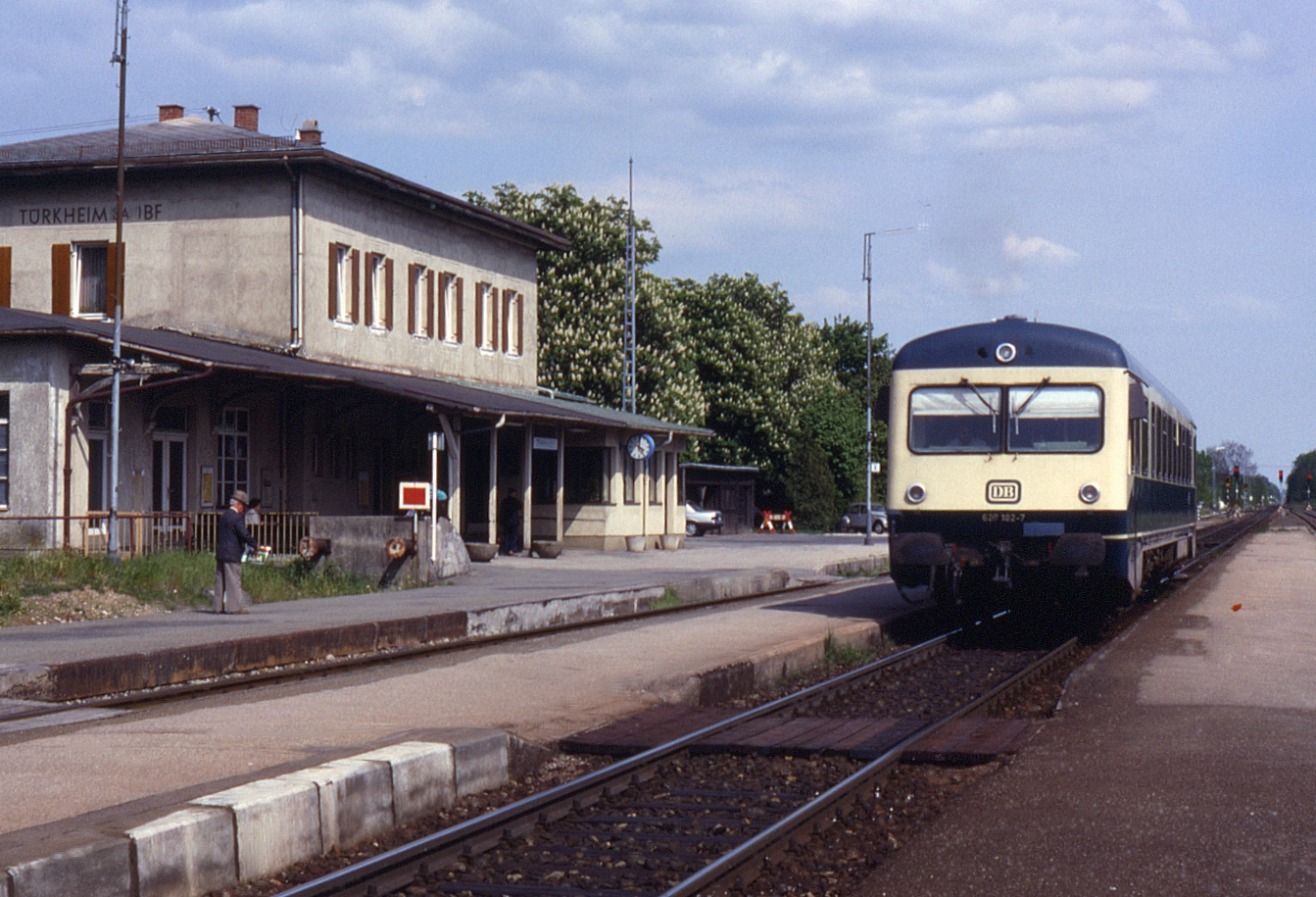
Der Bahnhof im Jahr 1992

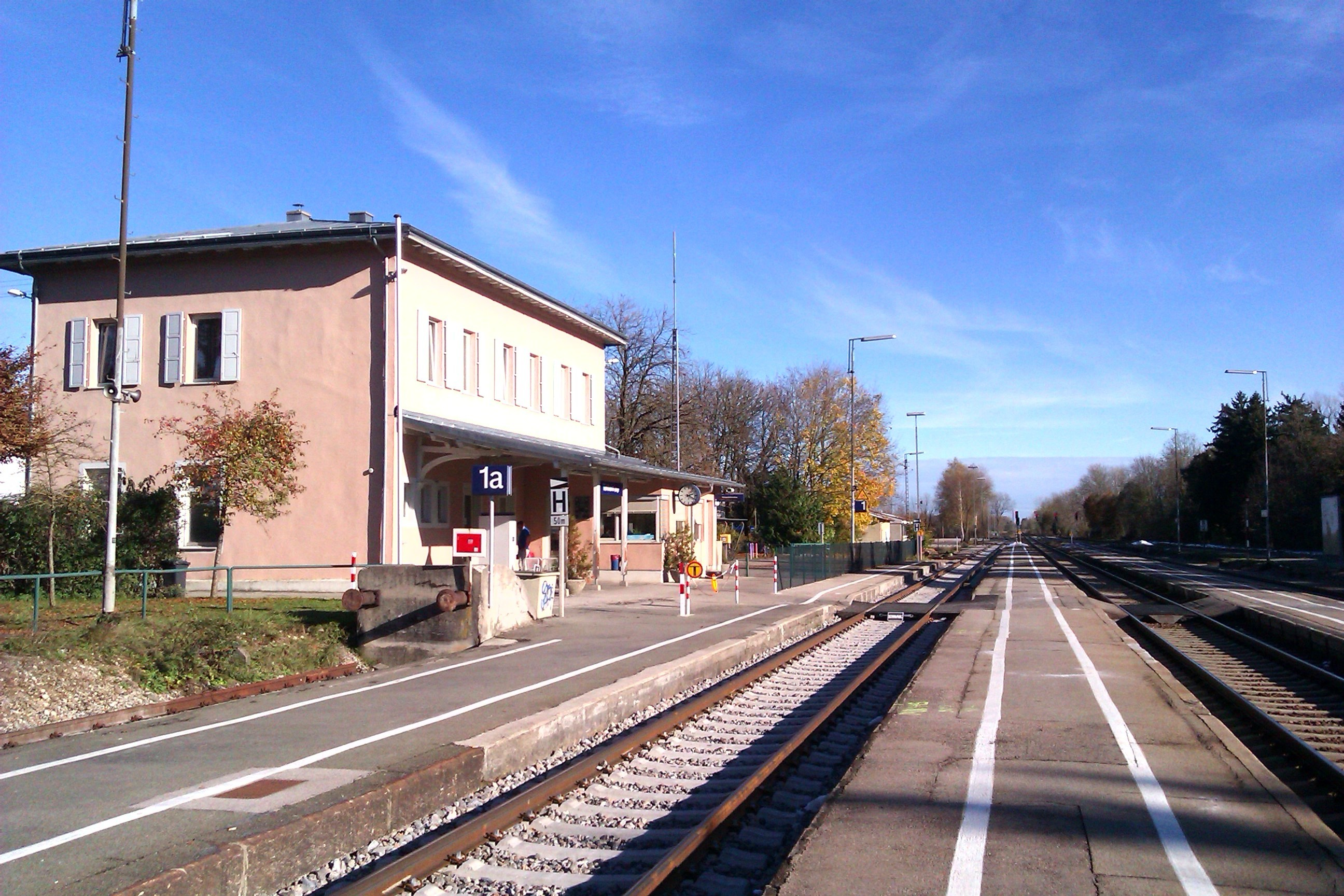
Der Bahnhof im Zustand vor dem Neubau der Bahnsteige und Gleisanlagen etwas weiter östlich; das Empfangsgebäude wird heute nicht mehr als solches genutzt.

Der Bahnhof Türkheim befindet sich südwestlich des Ortes Türkheim, etwa zwei Kilometer von der Ortsmitte entfernt. Direkt nördlich des Bahnhofs liegt der Ortsteil Türkheim-Bahnhof, südlich grenzt das Industriegelände der ehemaligen Schneider Technologies AG an die Bahnanlagen. Das ehemalige und seit dem Neubau der Bahnsteige ungenutzte Empfangsgebäude steht nördlich der Gleise an der Alfred-Drexel-Straße. Im Osten des Bahnhofs werden die Gleise von der Staatsstraße 2015 durch eine Unterführung unterquert. Die Landstraße nach Wiedergeltingen überquert das Gleis der Staudenbahn nach Ettringen höhengleich über einen Bahnübergang.
Der Kreuzungsbahnhof liegt an der Bahnstrecke Buchloe–Memmingen, einer eingleisigen und elektrifizierten Hauptbahn, auf der Regional- und Fernverkehrszüge verkehren. In Türkheim beginnt die fünf Kilometer lange, eingleisige Nebenbahn nach Bad Wörishofen, die nur im Regionalverkehr befahren wird. Der Bahnhof ist zudem Endpunkt der Bahnstrecke Gessertshausen–Türkheim. Inzwischen ist nur noch der Abschnitt bis Ettringen im Güterverkehr zur Bedienung des Anschlussgleises einer Papierfabrik in Betrieb, der Abschnitt von Ettringen bis Markt Wald ist stillgelegt.
Der Bahnhof Türkheim liegt an folgenden Kursbuchstrecken:
- 971[1]: München–Buchloe–Türkheim–Memmingen–Kißlegg–Lindau
- 972[2]: Augsburg–Buchloe–Türkheim–Bad Wörishofen/Memmingen

## Geschichte
Nachdem sich bereits seit 1861 vor allem die Stadt Memmingen um einen Bahnanschluss in Richtung der Hauptstadt München bemüht hatte, wurde am 1. Mai 1874 die Bahnstrecke Buchloe–Memmingen eröffnet. Im Zuge des Baus dieser eingleisigen Verbindung erhielt Türkheim, das etwas nördlich der Trasse liegt, seinen ersten, relativ weit vom Ortskern entfernten Bahnhof. Um 1879 waren dort zwei Bahnsteiggleise vorhanden, sowie Güterhalle und Laderampe für den Frachtenverkehr an einem Nebengleis, das aus Richtung Buchloe befahren werden konnte.
Die erste größere Erweiterung erfuhren die Anlagen der Staatsbahn mit dem Bau der zunächst privat betriebenen Nebenbahn nach Bad Wörishofen, das in der Zeit nach 1880 durch die Wasserkuren nach Sebastian Kneipp enormen Aufschwung erfuhr. Nach einigen technischen Schwierigkeiten – so war etwa zunächst das Einfahrsignal zur Sicherung der gekreuzten Hauptbahn vergessen worden – konnte die Stichbahn am 15. August 1896 dem öffentlichen Verkehr übergeben werden. Ab 1905 wurde sie von der Lokalbahn Aktien-Gesellschaft betrieben. Da die Bahnstrecke – als eine der ersten Bahnen überhaupt – bis zum Beginn des Zweiten Weltkrieges elektrisch betrieben wurde, wurde neben der Errichtung eines neuen Bahnsteiggleises mit Umfahrgleis auch ein Teil der Anlagen mit Fahrdraht überspannt. 
Zu etwa der gleichen Zeit strebten die nördlich liegenden Gemeinden Mittelschwabens und der Stauden ebenfalls den Bau von Lokalbahnen an. Nach Jahren diverser Diskussionen und konkurrierender Vorschläge einigte man sich im November 1903 auf die schließlich auch realisierten Projekte der Mittelschwabenbahn von Mindelheim nach Kirchheim (mit späterem Anschluss ab Pfaffenhausen an die Bahnstrecke Augsburg–Ulm in Günzburg) und der Bahnstrecke Gessertshausen–Türkheim von Türkheim nach Ettringen (ebenfalls mit späterem Anschluss an die Bahnstrecke Augsburg–Ulm in Gessertshausen). Mit der Eröffnung der zweitgenannten Verbindung am 29. Oktober 1908 erreichte der Bahnhof Türkheim schließlich seine volle Ausbaustufe.
Im Zuge der Bauarbeiten an der Ausbaustrecke 48 München–Memmingen–Lindau wurde der Bahnhof Türkheim grundlegend umgebaut. Der Hausbahnsteig mit Gleis 1, sowie der Mittelbahnsteig für Gleis 3 und Gleis 4 wurden auf 55 Zentimeter über Schienenoberkante erhöht, auf aktuellen Standard gebracht und mittels einer Unterführung barrierefrei verbunden. Gleis 2 ist ein reines Durchfahrtsgleis, ebenso wurde der westliche Gleisbereich für eine effektivere Nutzung umgestaltet. Im Juli 2018 begann, im Rahmen einer Vollsperrung der Bahnstrecke, der vollständige Abriss und Neubau der bisherigen Bahnsteige inklusive einer neuen Unterführung, die im Oktober 2018 fertiggestellt wurde. Im Zuge dessen erfolgte auch eine betriebliche Neuordnung. Züge in Richtung Memmingen und Buchloe fahren nun beide vom Mittelbahnsteig Gleis 3, im Fall einer Begegnung auch vom Hausbahnsteig Gleis 1. Züge von und nach Bad Wörishofen, die in Türkheim beginnen oder enden, fahren statt von Gleis 1a, welches aufgegeben wurde, nun von Gleis 4.

### Bahnhof Türkheim (Bay) Markt
Da die Bahnstrecke Gessertshausen–Türkheim in unmittelbarer Nähe des Ortes Türkheim verläuft, wurde dort ein zweiter Bahnhof errichtet. Dieser wurde als Türkheim (Bay) Markt bezeichnet, während der ältere Bahnhof an der Hauptstrecke zur besseren Unterscheidung fortan als Türkheim (Bay) Bahnhof geführt wurde. Mit Unterbrechung der Staudenbahn bei Schnerzhofen und Einstellung des Personenverkehrs auf dem Reststück nach Ettringen am 12. Januar 1987 ist der zweite Bahnhof jedoch aufgehoben.
Das Empfangsgebäude wurde 1992 abgerissen, doch sind Spuren der Gleisanlagen und des Bahnsteiges verblieben. Durch die dort noch bis Mitte der 1990er Jahre praktizierte Verladung von Eisenbahnwagen auf Straßenroller zum Transport ins Werk der Salamander Industrie-Produkte gelangte der Bahnhof noch nach Schließung zu einiger Bekanntheit.

### Industriegleise
Auch am Bahnhof der Hauptstrecke hat sich Industrie angesiedelt. Das wichtigste dort ansässige Unternehmen war bis zu dessen Konkurs die Schneider Technologies AG, deren Werk heute als Gewerbepark, unter anderem durch Finsterwalder Transport & Logistik, genutzt wird. Dieses unmittelbar südlich der Bahnanlagen gelegene Gelände verfügte bis Frühjahr 2012 über einen Privatgleisanschluss. Das entsprechende Gleis verläuft östlich neben der Wörishofer Bahnstrecke und endet kurz vor dem Bahnübergang an der Mindelheimer Straße. Dort wird Kopf gemacht und über eine Weiche und eine nachfolgende Gleisharfe waren bis zuletzt die diversen Stumpfgleise im Werksgelände erreichbar. Im Frühjahr 2012 wurden jedoch die Gleise auf dem Gewerbepark abgebaut und die Einfahrt verschlossen.

## Verbindungen
| Linie                    | Betreiber       | Strecke                                                                               | Taktfrequenz  |
| ------------------------ | --------------- | ------------------------------------------------------------------------------------- | ------------- |
| /                        | DB Regio Bayern | Augsburg – Buchloe – Türkheim (Flügelung) – Mindelheim – Memmingen / – Bad Wörishofen | zweistündlich |
| RE72                     | Arverio Bayern  | München – Geltendorf – Kaufering – Buchloe – Türkheim – Mindelheim – Memmingen        | zweistündlich |
| RE73                     | DB Regio Bayern | Türkheim – Bad Wörishofen                                                             | stündlich     |
| RE96                     | Arverio Bayern  | München – M-Pasing – Buchloe – Türkheim – Mindelheim – Memmingen – Wangen – Lindau    | zweistündlich |
| Stand: 12. Dezember 2021 |                 |                                                                                       |               |